# Bayenthaler SV
Der Bayenthaler SV (BSV) war ein Sportverein aus dem Kölner Stadtteil Bayenthal. Die Fußballmannschaft des Sportvereins spielte ein Jahr in der erstklassigen Gauliga Köln-Aachen. 1948 ging der BSV im neugegründeten SC Fortuna Köln auf.

## Geschichte
Der BSV wurde 1920 nach einer Abspaltung vom SV Victoria Köln gegründet. Bis in die frühen 1940er-Jahre spielte der Sportverein lediglich in unteren Spielklassen. 1943 gelang der Aufstieg in die erstklassige Gauliga, als sich der BSV gemeinsam mit dem Kohlscheider BC in der Aufstiegsrunde gegen TuRa Bonn durchsetzte. Die einzige Erstligaspielzeit der Vereinsgeschichte endete auf dem siebten Platz.
1946 spielte die Fußballmannschaft des BSV in der so genannten „Runde der Abtrünnigen“, die eine eigene Lizenzspielerliga gründen wollten. Der BSV wurde Dritter hinter dem VfR Köln und Alemannia Aachen. Damit war die Mannschaft für die damals zweitklassige Rheinbezirksliga qualifiziert. Mit Blick auf die finanziellen Herausforderungen und eine stärkere Überregionalität fusionierte der BSV 1948 gemeinsam mit dem SV Victoria Köln und dem SV Köln 1927 zum SC Fortuna Köln.

## Vereinsfarben
Laut mehreren zeitgenössischen Zeitungsberichten waren die Vereinsfarben grün und weiß.